# Ramón Grau San Martín
Ramón Grau San Martín (La Palma, 13 settembre 1887 – L'Avana, 28 luglio 1969) è stato un medico e politico cubano, presidente di Cuba dal 1933 al 1934 e dal 1944 al 1948.

## Biografia

### Giovinezza
Suo padre, un ricco coltivatore di tabacco, voleva che il figlio continuasse quel lavoro ma il giovane Ramón si iscrisse invece all'Università dell'Avana con l'intenzione di diventare medico. La laurea in medicina arrivò nel 1908.
Visse in Europa per accrescere le sue conoscenze mediche e fece ritorno in patria nel 1921 per assumere la cattedra di fisiologia all'Università dell'Avana.

### Attivismo e rivoluzione del 1933
Dal 1920 venne coinvolto nella protesta degli studenti contro il presidente Gerardo Machado e nel 1931 finì arrestato. Dopo il suo rilascio andò in esilio negli Stati Uniti.
Sebbene divenne presidente, egli fu emarginato dal capo dell'esercito Fulgencio Batista che di fatto divenne il leader di Cuba e lo costrinse alle dimissioni nel 1934. In quello stesso anno Ramón fondò il Partido Auténtico.
Sua nipote Pola Grau Alsina (1915–2000) funse da first lady di Cuba.

### Costituzione del 1940
Grau fu determinante per l'approvazione della costituzione del 1940. Durante la gran parte dell'assemblea costituente, egli funse da presidente ufficiale. Venne poi sostituito da Carlos Márquez Sterling.
Nel 1940 Grau si candidò per le elezioni presidenziali e perse contro Fulgencio Batista. La maggioranza degli osservatori indipendenti a quel tempo qualificarono l'elezione del 1940 libera e ed equa.

### Elezione del 1944
Nel 1944 Grau vinse le elezioni presidenziali attraverso il voto popolare, sconfiggendo Carlos Saladrigas Zayas, successore di Batista, e rimase in carica fino al 1948. Nonostante la sua iniziale popolarità nel 1933, accuse di corruzione offuscarono la sua immagine pubblica e un considerevole numero di cubani incominciarono a diffidare di lui.
Assunta la presidenza, Grau fu costretto a dedicarsi a molti problemi finanziari lasciati dal predecessore.
Dopo aver lasciato la presidenza a Carlos Prío Socarrás nel 1948, Grau si ritirò dalla vita pubblica. Egli tornò a far sentire la propria voce nel 1952 contro il colpo di Stato di Batista.
Grau corse per le presidenziali finanziate da Batista nel 1954 e nel 1958 ma si ritirò il giorno prima dell'elezione, denunciando le frodi del governo.

### Ultimi anni
Dopo la rivoluzione cubana e l'ascesa di Fidel Castro nel 1959, si ritirò nella sua casa a L'Avana, dove morì il 28 luglio 1969.